# جیمز لاففرتی
جیمز لاففرتی (انگلیسی: James Lafferty؛ زاده ۲۵ ژوئیهٔ ۱۹۸۵) یک هنرپیشه اهل ایالات متحده آمریکا است. وی از سال ۱۹۹۷ میلادی تاکنون مشغول فعالیت بوده‌است.